# أحمد إبراهيم هلال
أحمد إبراهيم هلال (مواليد 30 يونيو 1993) لاعب كرة قدم إماراتي يجيد اللعب في الوسط مع نادي الإمارات.
لعب في نادي دبا ونادي العروبة ونادي دبا الحصن ونادي الإمارات.

## روابط خارجية
- أحمد إبراهيم هلال على موقع قاعدة بيانات كرة القدم.إي يو (الإنجليزية)
- أحمد إبراهيم هلال على موقع Soccerway.com (الإنجليزية)